# ムスクキシレン
ムスクキシレン（ムスクキシロールとも。英: Musk xylene）は、合成ムスクの一種。

## 用途
光により変色する性質があるものの安価で香りが強く、石鹸用など多くの調合香料に使われたが、生分解性の低さによる生物蓄積の懸念から1980年代を境に消費量が減少し、欧州連合ではREACHの規制を受け、日本でも使用が不可となっている。

## 製法
メタキシレンから塩化アルミニウムを触媒としたフリーデル・クラフツ反応により2-クロロ-2-メチルプロパンまたはイソブテンで5位にtert-ブチル基を導入し、硝酸と硫酸の混酸でニトロ化し、粗生成物を95%のエタノールで再結晶化して得られる。

## 安全性
ニトロ化合物であり、日本の消防法では危険物第5類（自己反応性物質）に分類される。国際がん研究機関は本物質の発癌性をグループ3（ヒトに対する発癌性が分類できない化学物質）としている。